# Riku Morioka
Riku Morioka (japanisch 森岡 陸 Morioka Riku; * 20. November 1998 in Iwata, Präfektur Shizuoka) ist ein japanischer Fußballspieler.

## Karriere
Riku Morioka erlernte das Fußballspielen in der Jugendmannschaft von Júbilo Iwata sowie in der Universitätsmannschaft der Hōsei-Universität. Von April 2020 bis Saisonende wurde er von der Universität an seinen Jugendverein Júbilo ausgeliehen. Der Verein aus Iwata spielte in der zweiten japanischen Liga, der J2 League. Nach der Ausleihe wurde er im Februar 2021 von Iwata fest unter Vertrag genommen. Sein Zweitligadebüt gab Riku Morioka am 10. April 2021 im Heimspiel gegen den Matsumoto Yamaga FC. Hier wurde er in der 90.+1 Minute für Masaya Matsumoto eingewechselt. Ende 2021 feierte er mit Júbilo die Meisterschaft der zweiten Liga und den Aufstieg in die erste Liga. Nach nur einer Saison in der ersten Liga musste er am Ende der Saison 2022 als Tabellenletzter wieder den Weg in die zweite Liga antreten. 2023 gelang ihm mit dem Verein als Vizemeister der zweiten Liga der direkte Wiederaufstieg in die erste Liga.  Am Ende der Saison 2024 belegte er mit Júbilo den 18. Tabellenplatz und musste somit in die zweite Liga absteigen.

## Erfolge
Júbilo Iwata
- Japanischer Zweitligameister: 2021
- Japanischer Zweitligavizemeister: 2023